# Eleição municipal de Parauapebas em 2024
A eleição municipal da cidade de Parauapebas em 2024 ocorreu no dia 6 de outubro (primeiro turno), e tem como objetivo eleger um prefeito, um vice-prefeito, e 17 vereadores responsáveis pela administração da cidade, que terá seu início em 1° de janeiro de 2025, e terá seu término em 31 de dezembro de 2028. O prefeito titular é Darci Lermen (MDB), eleito para o segundo mandato em 2020. Pela legislação eleitoral, como prefeito com dois mandatos consecutivos, Darci Lermen está inapto para disputar o pleito.

## Contexto

### Eleição anterior
O então mandatário Darci Lermen, filiado ao Movimento Democrático Brasileiro (MDB), foi reeleito prefeito de Parauapebas com 57.384 votos (48,42%), derrotando o bolsonarista Julio Cesar Oliveira, do Partido Renovador Trabalhista Brasileiro (PRTB), que obteve 24.267 votos (20,48%) e o ex-prefeito Valmir Mariano, do Partido Social Democrático (PSD), que obteve 22.212 votos (18,74%). 

### Eleições gerais de 2022
Nas eleições para governador no território de Parauapebas, Helder Barbalho (MDB) obteve 60.484 votos (47,84%) contra 55.426 votos (43,84%) de Zequinha Marinho (PL). Os outros candidatos somaram 10.521 votos (8,32%) na cidade.
Já no primeiro turno das eleições presidenciais, Jair Bolsonaro (PL) obteve 77.396 votos (55,28%) contra 54.645 votos (39,03%) de Luiz Inácio Lula da Silva (PT) no município. Outros candidatos somaram 7.967 votos (5,69%). No segundo turno, Bolsonaro obteve 83.810 votos (59,78%) e Lula obteve 56.389 votos (40,22%) na região.

## Calendário eleitoral
| Início        | Fim           | Atividades | Status    |
| ------------- | ------------- | --- | --------- |
| 7 de março    | 5 de abril    | Janela partidária para vereadores trocarem de partido visando concorrer às eleições sem perder o mandato. | Realizado |
| 6 de abril    | 6 de abril    | Data-limite para todas as legendas e federações partidárias obterem o registro dos estatutos no TSE e para todos os candidatos terem domicílio eleitoral na circunscrição em que desejam disputar as eleições com a filiação deferida pelo partido. | Realizado |
| 15 de maio    | 15 de maio    | Início da campanha de arrecadação prévia de recursos na modalidade de financiamento coletivo para pré-candidatos, sem realização de pedidos de voto e obedecendo a regras relativas à propaganda eleitoral na Internet.                             | Realizado |
| 20 de julho   | 5 de agosto   | Realização de convenções partidárias para deliberar sobre coligações e escolher candidatos às prefeituras e aos cargos de vereador. Os partidos têm até 15 de agosto para registrar os nomes na Justiça Eleitoral.                                  | Realizado |
| 16 de agosto  | 16 de agosto  | Início das campanhas eleitorais de forma igualitária, podendo qualquer publicidade ou manifestação com pedido explícito de voto antes da data ser considerada irregular e multada.                                                                  | Realizado |
| 30 de agosto  | 3 de outubro  | Veiculação da propaganda eleitoral gratuita no rádio e na televisão. | Realizado |
| 6 de outubro  | 6 de outubro  | Realização do primeiro turno das eleições municipais. | Realizado |
| 11 de outubro | 25 de outubro | Veiculação da propaganda eleitoral gratuita no rádio e na televisão para o segundo turno. | Realizado |
| 27 de outubro | 27 de outubro | Realização de um eventual segundo turno nas cidades com mais de 200 mil eleitores em que o candidato a prefeito mais votado não tenha atingido a metade mais um dos votos válidos.                                                                  | Realizado |

## Candidatos à prefeitura
| Nº | Prefeito(a)  | Prefeito(a)                 | Prefeito(a)       | Prefeito(a)                                                                                        | Vice Prefeito(a) | Vice Prefeito(a) | Vice Prefeito(a)   | Vice Prefeito(a)         | Vice Prefeito(a)                      | Coligação Partido(s) | Referências         |
| Nº | Candidato(a) | Candidato(a)                | Partido Federação | Cargos relevantes                                                                                  | Candidato(a)     | Candidato(a)     | Candidato(a)       | Partido Federação        | Cargos relevantes                     | Coligação Partido(s) | Referências         |
| -- | ------------ | --------------------------- | ----------------- | -------------------------------------------------------------------------------------------------- | ---------------- | ---------------- | ------------------ | ------------------------ | ------------------------------------- | --- | ------------------- |
| 22 |              | Felipe Augusto (Dr. Felipe) | PL                | - Médico cardiologista                                                                             |                  |                  | Ana Raquel         | NOVO                     | - Agropecuarista                      | Muda Tudo PL e NOVO | [ 8 ]               |
| 44 |              | Rafael Ribeiro              | UNIÃO             | - Vereador por Parauapebas (2021–2025) - Presidente da Câmara Municipal de Parauapebas (2023–2025) |                  |                  | Adriana Roza       | PSDB Fed. PSDB Cidadania | - Presidente do Instituto Via Autismo | União por Parauapebas UNIÃO, Fed. PSDB Cidadania (PSDB e Cidadania), FE Brasil (PT, PCdoB e PV), PP, MDB, PDT, PSB, Solidariedade e DC | [ 9 ] [ 10 ] [ 11 ] |
| 55 |              | Graziele Ribeiro            | PSD               | - Agropecuarista                                                                                   |                  |                  | Gilmara Adami      | PSD                      | - Comerciante                         | Sem coligação | [ 12 ]              |
| 70 |              | Aurélio Goiano              | Avante            | - Vereador por Parauapebas (2021–2025) - Vereador por Água Fria de Goiás (2005–2008) - Radialista  |                  |                  | Chico das Cortinas | PRD                      | - Prefeito de Parauapebas (1993–1996) | Reconstruindo a Esperança Avante, PRD, Republicanos, Podemos, PRTB e AGIR                                                              | [ 13 ] [ 14 ]       |

#### Desistências
- Hipólito Gomes (PODE): O engenheiro e ex-secretário Municipal de Segurança Institucional e Defesa do Cidadão de Parauapebas optou por apoiar a pré-candidatura de Aurélio Goiano (Avante).[15]
- Keniston Braga (MDB)ː O deputado federal optou por não ser candidato à Prefeitura de Parauapebas[16], levando seu partido a formalizar apoio a candidatura de Rafael Ribeiro (UNIÃO).
- Maura Paulino (PRD)ː A advogada e Presidente licenciada da subseção de Parauapebas da OAB optou por não ser candidata a nenhum cargo nas eleições municipais de 2024, declarando apoio a candidatura de Aurélio Goiano (Avante).[17]

## Candidatos à vereança
A regra eleitoral permite que um Partido ou Federação indique uma chapa que contenha, no máximo, 100% das vagas em disputa mais 1. No caso de Parauapebas, o número máximo de candidaturas é de 28.
A tabela a seguir apresenta o número de candidaturas em cada Partido e Federação, estando agrupados a partir de coligações na disputa do poder executivo. Lembre-se que a coligação em eleições proporcionais não existe mais no Brasil, sendo demonstrada a coligação majoritária apenas a título de visualização agrupada.
| Coligação ao executivo                             | Partido ou federação | Partido ou federação | Candidatos     | Candidatos     | Candidatos     | Candidatos     |
| -------------------------------------------------- | -------------------- | -------------------- | -------------- | -------------- | -------------- | -------------- |
| União por Parauapebas (127 candidatos)             |                      |                      |                |                |                |                |
|                                                    | PDT                  | 19                   | 19             | 19             | 19             |                |
|                                                    | PSDB-Cidadania       | 18                   |                | PSDB           | 18             |                |
|                                                    | PSDB-Cidadania       | 18                   | Cidadania      |                |                |                |
|                                                    | PSB                  | 18                   | 18             | 18             | 18             |                |
|                                                    | Solidariedade        | 18                   | 18             | 18             | 18             |                |
|                                                    | UNIÃO                | 18                   | 18             | 18             | 18             |                |
|                                                    | FE Brasil            | 16                   |                | PT             | 10             |                |
|                                                    | FE Brasil            | 16                   | PCdoB          |                |                |                |
|                                                    | FE Brasil            | 16                   | PV             | 6              |                |                |
|                                                    | MDB                  | 15                   | 15             | 15             | 15             |                |
|                                                    | PP                   | 5                    | 5              | 5              | 5              |                |
|                                                    | DC                   | Sem candidatos       | Sem candidatos | Sem candidatos | Sem candidatos |                |
| Reconstruindo a Esperança (86 candidatos)          |                      |                      |                |                |                |                |
|                                                    | Agir                 | 28                   | 28             | 28             | 28             |                |
|                                                    | PRD                  | 20                   | 20             | 20             | 20             |                |
|                                                    | Avante               | 19                   | 19             | 19             | 19             |                |
|                                                    | PODE                 | 19                   | 19             | 19             | 19             |                |
|                                                    | Republicanos         | Sem candidatos       | Sem candidatos | Sem candidatos | Sem candidatos |                |
|                                                    | PRTB                 | Sem candidatos       | Sem candidatos | Sem candidatos | Sem candidatos |                |
| Muda Tudo (27 candidatos)                          |                      |                      |                |                |                |                |
|                                                    | PL                   | 18                   | 18             | 18             | 18             |                |
|                                                    | NOVO                 | 9                    | 9              | 9              | 9              |                |
| Partidos e federações não coligadas (6 candidatos) |                      | PSOL-REDE            | 6              |                | PSOL           | Sem candidatos |
| Partidos e federações não coligadas (6 candidatos) |                      | PSOL-REDE            | 6              | REDE           | 6              |                |
| Partidos e federações não coligadas (6 candidatos) |                      | PSD                  | Sem candidatos |                |                |                |
| Total                                              | Total                | Total                | 246            | 246            | 246            | 246            |

## Pesquisas eleitorais
As pesquisas buscam analisar como seria o resultado da eleição se ela ocorresse no dia em que os dados dos entrevistados foram coletados, não tendo como objetivo pela porcentagem de confiança, prever o resultado final da eleição.
| Fonte        | Data(s) conduzidas | Amostragem  | Goiano AVANTE | Ribeiro UNIÃO | Felipe PL | Graziele PSD | Outros | Abst. Indec. | Vantagem | Ref. |       |      |       |   |   |      |        |
| ------------ | ------------------ | ----------- | --- | --- | --- | --- | --- | --- | --- | --- | ----- | ---- | ----- | - | - | ---- | ------ |
| Fonte        | Data(s) conduzidas | Amostragem  | Doxa | 30/Set-4/Out/2024 | 600 | 43.5% | Outros | Abst. Indec. | Vantagem | Ref. | 37.1% | 8.6% | 10.7% | – | – | 6.4% | [ 20 ] |
| 39.8%        | 33.9%              | 7.9%        | Doxa | 30/Set-4/Out/2024 | 600 | 9.8% | – | 8.6% | 5.9% | |       |      |       |   |   |      | [ 20 ] |
| Intelidata   | 16-19/Set/2024     | 803         | 59.14% | 28.82% | 9.51% | 2.53% | – | – | 30.32% | [ 21 ] |       |      |       |   |   |      |        |
| Intelidata   | 16-19/Set/2024     | 803         | 52.30% | 25.49% | 8.41% | 2.23% | – | 11.57% | 26.81% | [ 21 ] |       |      |       |   |   |      |        |
| Intelidata   | 16-19/Set/2024     | 803         | 59.75% | 29.64% | 7.97% | 2.64% | – | – | 30.11% | [ 21 ] |       |      |       |   |   |      |        |
| Intelidata   | 16-19/Set/2024     | 803         | 53.21% | 26.40% | 7.10% | 2.35% | – | 10.94% | 26.81% | [ 21 ] |       |      |       |   |   |      |        |
| Data Populi  | 16-17/Ago/2024     | 1019        | 41.5% | 33.9% | 8.2% | 4% | – | 12.4% | 7.6% | [ 22 ] |       |      |       |   |   |      |        |
| JC Pesquisas | 07-09/Set/2024     | 800         | 46.91% | 18.89% | 8.66% | 9.65% | – | 16.09% | 28.02% | [ 23 ] |       |      |       |   |   |      |        |
| JC Pesquisas | 07-09/Set/2024     | 800         | 37.75% | 13.99% | 5.57% | 6.44% | – | 36.27% | 23.76% | [ 23 ] |       |      |       |   |   |      |        |
| Doxa         | 26-29/Ago/2024     | 600         | 47.9% | 32% | 15.5% | 4.6% | – | – | 15.9% | [ 24 ] |       |      |       |   |   |      |        |
| Doxa         | 26-29/Ago/2024     | 600         | 41.5% | 27.7% | 13.4% | 4% | – | 13.4% | 13.8% | [ 24 ] |       |      |       |   |   |      |        |
| Doxa         | 26-29/Ago/2024     | 600         | 27% | 21.6% | 3.6% | 1.8% | – | 46% | 5.4% | [ 24 ] |       |      |       |   |   |      |        |
| Gauss        | 10-12/Ago/2024     | 1000        | 62.04% | 17.04% | 9.30% | 1.60% | – | 9.3% | 45% | [ 25 ] |       |      |       |   |   |      |        |
| 26/Jul/2024  | 26/Jul/2024        | 26/Jul/2024 | Na convenção partidária do Avante, foi confirmada a chapa "Reconstruindo a Esperança" e os seus candidatos a Prefeitura - Aurélio Goiano e Chico das Cortinas. | Na convenção partidária do Avante, foi confirmada a chapa "Reconstruindo a Esperança" e os seus candidatos a Prefeitura - Aurélio Goiano e Chico das Cortinas. | Na convenção partidária do Avante, foi confirmada a chapa "Reconstruindo a Esperança" e os seus candidatos a Prefeitura - Aurélio Goiano e Chico das Cortinas. | Na convenção partidária do Avante, foi confirmada a chapa "Reconstruindo a Esperança" e os seus candidatos a Prefeitura - Aurélio Goiano e Chico das Cortinas. | Na convenção partidária do Avante, foi confirmada a chapa "Reconstruindo a Esperança" e os seus candidatos a Prefeitura - Aurélio Goiano e Chico das Cortinas. | Na convenção partidária do Avante, foi confirmada a chapa "Reconstruindo a Esperança" e os seus candidatos a Prefeitura - Aurélio Goiano e Chico das Cortinas. | Na convenção partidária do Avante, foi confirmada a chapa "Reconstruindo a Esperança" e os seus candidatos a Prefeitura - Aurélio Goiano e Chico das Cortinas. | Na convenção partidária do Avante, foi confirmada a chapa "Reconstruindo a Esperança" e os seus candidatos a Prefeitura - Aurélio Goiano e Chico das Cortinas. |       |      |       |   |   |      |        |
| 22/Jul/2024  | 22/Jul/2024        | 22/Jul/2024 | Hipólito Gomes (PODE) anuncia apoio a pré-candidatura de Aurélio Goiano (Avante).                                                                              | Hipólito Gomes (PODE) anuncia apoio a pré-candidatura de Aurélio Goiano (Avante).                                                                              | Hipólito Gomes (PODE) anuncia apoio a pré-candidatura de Aurélio Goiano (Avante).                                                                              | Hipólito Gomes (PODE) anuncia apoio a pré-candidatura de Aurélio Goiano (Avante).                                                                              | Hipólito Gomes (PODE) anuncia apoio a pré-candidatura de Aurélio Goiano (Avante).                                                                              | Hipólito Gomes (PODE) anuncia apoio a pré-candidatura de Aurélio Goiano (Avante).                                                                              | Hipólito Gomes (PODE) anuncia apoio a pré-candidatura de Aurélio Goiano (Avante).                                                                              | Hipólito Gomes (PODE) anuncia apoio a pré-candidatura de Aurélio Goiano (Avante).                                                                              |       |      |       |   |   |      |        |
| Fonte        | Data(s) conduzidas | Amostragem  | Goiano AVANTE | Ribeiro UNIÃO | Felipe PL | Hipólito PODE | Outros | Abst. Indec. | Vantagem | Ref. |       |      |       |   |   |      |        |
| Fonte        | Data(s) conduzidas | Amostragem  | | | | | Outros | Abst. Indec. | Vantagem | Ref. |       |      |       |   |   |      |        |
| Doxa         | 07-10/Jul/2024     | 600         | 32.0% | 25.7% | 18.7% | 0.8% | 1.8% | 21.5% | 6.3% | [ 26 ] |       |      |       |   |   |      |        |
| Gauss        | 05-06/Jul/2024     | 1000        | 60.00% | 14.10% | 8.30% | 2.90% | – | 12% | 45.90% | [ 27 ] |       |      |       |   |   |      |        |
| Doxa         | 19-23/Jun/2024     | 744         | 37.6% | 24.2% | 5.8% | 4.2% | 4.4% | 23.8% | 13.4% | [ 28 ] |       |      |       |   |   |      |        |
| Simetria     | 11-14/Jun/2024     | 600         | 45.8% | 24.7% | 4% | 2.7% | 6% | 16.7% | 21.1% | [ 29 ] |       |      |       |   |   |      |        |
| Gauss        | 11-12/Jun/2024     | 1000        | 60.30% | 15.90% | 5.20% | 2.80% | – | 11.3% | 44.40% | [ 30 ] |       |      |       |   |   |      |        |
| Skala        | 06-08/Jun/2024     | 810         | 53% | 18.4% | 4.7% | 3.9% | – | 17.7% | 34.6% | [ 31 ] |       |      |       |   |   |      |        |
| Data Populi  | 28-31/Mai/2024     | 950         | 41.3% | 22.4% | 8.9% | 3.4% | 8.6% | 15.5% | 18.9% | [ 32 ] |       |      |       |   |   |      |        |
| Data Populi  | 28-31/Mai/2024     | 950         | 41.5% | 23.8% | 10.7% | 4.8% | 3.5% | 15.7% | 17.7% | [ 32 ] |       |      |       |   |   |      |        |
| Data Populi  | 28-31/Mai/2024     | 950         | 41.6% | 25.4% | 12.2% | 4.8% | – | 16% | 16.2% | [ 32 ] |       |      |       |   |   |      |        |
| 05/Abr/2024  | 05/Abr/2024        | 05/Abr/2024 | Rafael Ribeiro deixa o Movimento Democrático Brasileiro (MDB) e anuncia filiação ao União Brasil (UNIÃO).                                                      | Rafael Ribeiro deixa o Movimento Democrático Brasileiro (MDB) e anuncia filiação ao União Brasil (UNIÃO).                                                      | Rafael Ribeiro deixa o Movimento Democrático Brasileiro (MDB) e anuncia filiação ao União Brasil (UNIÃO).                                                      | Rafael Ribeiro deixa o Movimento Democrático Brasileiro (MDB) e anuncia filiação ao União Brasil (UNIÃO).                                                      | Rafael Ribeiro deixa o Movimento Democrático Brasileiro (MDB) e anuncia filiação ao União Brasil (UNIÃO).                                                      | Rafael Ribeiro deixa o Movimento Democrático Brasileiro (MDB) e anuncia filiação ao União Brasil (UNIÃO).                                                      | Rafael Ribeiro deixa o Movimento Democrático Brasileiro (MDB) e anuncia filiação ao União Brasil (UNIÃO).                                                      | Rafael Ribeiro deixa o Movimento Democrático Brasileiro (MDB) e anuncia filiação ao União Brasil (UNIÃO).                                                      |       |      |       |   |   |      |        |
| 03/Abr/2024  | 03/Abr/2024        | 03/Abr/2024 | Aurélio Goiano deixa o Partido Liberal (PL) e anuncia filiação ao Avante.                                                                                      | Aurélio Goiano deixa o Partido Liberal (PL) e anuncia filiação ao Avante.                                                                                      | Aurélio Goiano deixa o Partido Liberal (PL) e anuncia filiação ao Avante.                                                                                      | Aurélio Goiano deixa o Partido Liberal (PL) e anuncia filiação ao Avante.                                                                                      | Aurélio Goiano deixa o Partido Liberal (PL) e anuncia filiação ao Avante.                                                                                      | Aurélio Goiano deixa o Partido Liberal (PL) e anuncia filiação ao Avante.                                                                                      | Aurélio Goiano deixa o Partido Liberal (PL) e anuncia filiação ao Avante.                                                                                      | Aurélio Goiano deixa o Partido Liberal (PL) e anuncia filiação ao Avante.                                                                                      |       |      |       |   |   |      |        |

## Resultados

### Prefeito
| Candidato(a)                                             | Vice                                                     | 1º turno 6 de outubro | 1º turno 6 de outubro |
| Candidato(a)                                             | Vice                                                     | Votação               | Votação               |
| Candidato(a)                                             | Vice                                                     | Total                 | Percentagem           |
| -------------------------------------------------------- | -------------------------------------------------------- | --------------------- | --------------------- |
| Aurélio Goiano (Avante)                                  | Chico das Cortinas (PRD)                                 | 92.073                | 58,52%                |
| Rafael Ribeiro (UNIÃO)                                   | Adriana Roza (PSDB)                                      | 44.862                | 28,51%                |
| Felipe Augusto (PL)                                      | Ana Raquel (NOVO)                                        | 13.174                | 8,37%                 |
| Graziele Ribeiro (PSD)                                   | Gilmara Adami (PSD)                                      | 7.220                 | 4,59%                 |
| → Total de votos válidos                                 | → Total de votos válidos                                 | 157.329               | 96,68%                |
| → Votos em branco                                        | → Votos em branco                                        | 2.012                 | 1,24%                 |
| → Votos nulos                                            | → Votos nulos                                            | 3.391                 | 2,08%                 |
| Total                                                    | Total                                                    | 162.732               | 81,10%                |
| Abstenções                                               | Abstenções                                               | 37.927                | 18,90%                |
| Total de inscritos                                       | Total de inscritos                                       | 200.529               | 100%                  |
| Relação da população municipal ao total de votos válidos | Relação da população municipal ao total de votos válidos | 298.854               | ~52.64%               |
| Relação da população municipal ao total de inscritos     | Relação da população municipal ao total de inscritos     | 298.854               | ~54.45%               |

| Partido | Partido | Candidato | Votos   | Votos (%) |
| ------- | ------- | --------- | ------- | --------- |
|         | Avante  | Aurélio   | 92 073  | 58,52%    |
|         | UNIÃO   | Rafael    | 44 862  | 28,51%    |
|         | PL      | Felipe    | 13 174  | 8,37%     |
|         | PSD     | Graziele  | 7 220   | 4,59%     |
| Totais  | Totais  | Totais    | 157 329 |           |
| Fonte:  |         |           |         |           |

### Composição Câmara Municipal

#### Vereadores Eleitos
PDT: 3
  PRD: 2
  UNIÃO: 2
  PV: 2
  PSDB: 2
  Avante: 2
  Solidariedade: 2
  PT: 1
  PL: 1

| Vereadores            | Partido       | Votação | Percentual | Cidade onde nasceu   | Unidade federativa |
| Michel Carteiro       | PV            | 5.508   | 3,48%      | Capanema             | Pará               |
| Léo Márcio            | Solidariedade | 4.903   | 3,10%      | Belém                | Pará               |
| Laecio da Act         | PDT           | 4.632   | 2,93%      | Colinas do Tocantins | Tocantins          |
| Maquivalda            | PDT           | 3.944   | 2,49%      | São João do Araguaia | Pará               |
| Anderson Moratorio    | PRD           | 3.725   | 2,35%      | Juiz de Fora         | Minas Gerais       |
| Graciele Brito        | UNIÃO         | 3.706   | 2,34%      | Itabira              | Minas Gerais       |
| Leandro Chiquito      | Solidariedade | 3.437   | 2,17%      | Jacundá              | Pará               |
| Erica Ribeiro         | PSDB          | 2.836   | 1,79%      | Pedreiras            | Maranhão           |
| Francisco Eloecio     | PSDB          | 2.823   | 1,78%      | Bacabal              | Maranhão           |
| Sargento Nogueira     | Avante        | 2.782   | 1,76%      | Castanhal            | Pará               |
| Zé do Bode            | UNIÃO         | 2.706   | 1,71%      | Parauapebas          | Pará               |
| Tito do Mst           | PT            | 2.619   | 1,65%      | Monção               | Maranhão           |
| Elias da Construforte | PV            | 2.608   | 1,65%      | Timbiras             | Maranhão           |
| Alex Ohana            | PDT           | 2.257   | 1,43%      | Belém                | Pará               |
| Zé da Lata            | Avante        | 2.249   | 1,42%      | Brasília             | Distrito Federal   |
| Sadisvan              | PRD           | 2.004   | 1,27%      | Parauapebas          | Pará               |
| Fred Sanção           | PL            | 1.833   | 1,16%      | Imperatriz           | Maranhão           |